# Струминский, Борис Владимирович
Борис Владимирович Струминский (14 августа 1939, Малаховка, Московская область, РСФСР — 18 января 2003, Киев, Украина) — советский и украинский физик, работавший в области теоретической физики элементарных частиц.

## Биография
Борис Струминский родился в посёлке Малаховка Ухтомского (ныне Люберецкого) района Московской области 14 августа 1939 года. Его отец — академик АН СССР Владимир Васильевич Струминский, занимавшийся исследованиями в области аэродинамики, летательных аппаратов и теоретических основ самолётостроения.
После окончания школы Борис Струминский поступил на физический факультет Московского государственного университета имени М. В. Ломоносова, который окончил в 1962 году.
С 1962 по 1965 год Струминский был аспирантом Математического института имени В. А. Стеклова АН СССР, а с 1965 года — младшим научным сотрудником того же института. В 1965 году он защитил кандидатскую диссертацию на тему «Высшие симметрии и составные модели элементарных частиц».
С 1966 года Струминский начал свою работу в Объединённом институте ядерных исследований в Дубне научным сотрудником Лаборатории теоретической физики, а с 1967 года — старшим научным сотрудником.
В 1971 году Борис Струминский был переведён в Институт теоретической физики АН УССР (ныне Институт теоретической физики имени Н. Н. Боголюбова НАН Украины), где он и работал до конца своей жизни — сначала старшим, а затем ведущим научным сотрудником. В 1973 году Струминский защитил докторскую диссертацию на тему «Правила сумм для конечной энергии и дуальная резонансная модель».

## Научные результаты
Основные научные результаты Бориса Струминского связаны с кварковой структурой адронов — элементарных частиц, подверженных сильному взаимодействию. В его двух работах 1965 года (вторая из которых была написана в соавторстве с Н. Н. Боголюбовым и А. Н. Тавхелидзе) для кварков предлагалось ввести новое квантовое число, впоследствии получившее название «цвет». Эта идея позднее легла в основу квантовой хромодинамики — теории, описывающей сильное взаимодействие элементарных частиц.
Многие публикации Бориса Струминского посвящены различным проблемам, связанным с исследованием структуры и взаимодействия адронов и ядер. По этой тематике им было опубликовано около 100 научных работ.

## Некоторые публикации
- Б. В. Струминский. Магнитные моменты барионов в модели кварков // Препринт ОИЯИ. Р-1939. — 1965.
- Н. Н. Боголюбов, Б. В. Струминский, А. Н. Тавхелидзе. К вопросу о составных моделях в теории элементарных частиц // Препринт ОИЯИ. Д-1968. — 1965.
- Б. В. Струминский, А. Н. Тавхелидзе. Кварки и составные модели элементарных частиц // Физика высоких энергий и теория элементарных частиц. — Киев: Наукова Думка, 1967. — С. 625—634. — 815 с.
- V. A. Matveev, B. V. Struminsky, A. N. Tavkhelidze. Dispersion sum rules and SU(3) symmetry (англ.) // Physics Letters. — 1966. — Vol. 23, no. 2. — P. 146—148.
- А. Н. Валл, Л. Л. Енковский, Б. В. Струминский. Взаимодействие адронов при высоких энергиях // ЭЧАЯ. — 1988. — Т. 19, вып. 1. — С. 180—223.